# Franz Böni
Franz Böni (* 17. Juni 1952 in Winterthur; † 6. März 2023 ebenda) war ein Schweizer Schriftsteller.

## Leben
Franz Böni schrieb 30 Bücher, wurde verfilmt und in 6 Sprachen übersetzt. Den Durchbruch schaffte er 1979 mit seinem Erzählungsband Ein Wanderer im Alpenregen, erschienen im Suhrkamp Verlag; seither war er freier Schriftsteller. Es folgten zehn weitere Bücher bei Suhrkamp. Er war Mitglied der Gruppe Olten. Franz Böni erhielt verschiedene in- und ausländische Literaturpreise.
Nach längeren Aufenthalten in Wien, Spanien, der Toskana, in Westberlin, Israel, Rom und New York lebte Böni ab 1989 wieder in Zürich. 2009 zog er mit seiner Lebenspartnerin zurück nach Winterthur. Er starb am 6. März 2023 im Alter von 70 Jahren.
Sein Archiv liegt im Schweizerischen Literaturarchiv in Bern bzw. im Deutschen Literaturarchiv Marbach.

## Auszeichnungen
- 1979: Werkpreis des Kantons Zürich
- 1979: Gastpreis der Stadt Bern
- 1980: Stipendium des Literarischen Colloquium Berlin
- 1980: Conrad-Ferdinand-Meyer-Preis
- 1981: Anerkennungspreis der Stadt Zürich
- 1982: Förderpreis zum Literaturpreis der Stadt Bremen
- 1984: Buchpreis des Kantons Zürich
- 1987: Werkjahr der Stiftung Pro Helvetia
- 1988: Preis der Dienemannstiftung
- 1988: Buchpreis Luzern
- 1989: Gesamtwerkspreis der Schweizerischen Schillerstiftung
- 1997: Buchpreis der Stadt Zürich
- 2002: Buchpreis des Kantons Zürich
- 2003: Werkpreis der Pro Helvetia

## Werke
- Ein Wanderer im Alpenregen. Erzählungen. Suhrkamp, Zürich und Frankfurt [am Main] 1979. ISBN 3-518-02233-4 (Frankfurt) ISBN 3-288-02233-8 (Zürich)
- Schlatt. Roman. Suhrkamp, Frankfurt am Main 1979.
- Hospiz. Erzählung. Suhrkamp, Frankfurt am Main 1980.
- Der Knochensammler. Erzählungen. Suhrkamp, Frankfurt am Main 1980.
- Die Wanderarbeiter. Roman. Suhrkamp, Frankfurt am Main 1981.
- Sagen aus dem Schächental. Stücke, Gedichte, Aufsätze und Erzählungen. Ammann, Zürich 1982.
- Alvier. Erzählungen. Suhrkamp, Frankfurt am Main 1982.
- Die Alpen. Suhrkamp, Frankfurt am Main 1983.
- Der Johanniterlauf. Fragment. Suhrkamp, Frankfurt am Main 1984.
- Alle Züge fahren nach Salem. Suhrkamp, Frankfurt am Main 1984.
- Die Fronfastenkinder. Aufsätze 1966–1985. Suhrkamp, Frankfurt am Main 1985.
- " Der Radfahrer", Hörspiel, Radio SRF2, 1986
- Das Zentrum der Welt. Aufzeichnungen aus Amerika. Ammann, Zürich 1987.
- Die Residenz. Roman. Ammann, Zürich 1988.
- Wie die Zeit vergeht. Rauhreif, Zürich/Villingen 1988.
- Am Ende aller Tage. Erzählungen aus fünfzehn Jahren. Suhrkamp, Frankfurt am Main 1989.
- Die Wüste Gobi und andere Geschichten. Gute Schriften (GS 560), Bern 1990.
- Der Hausierer. Novelle. Erpf, Bern 1991.
- Amerika. Roman. Erpf, Bern 1992.
- In der Ferienkolonie. Roman. IPa, Vaihingen an der Enz 2000.
- Der Puls des Lebens. Fünfzig Geschichten. Fouqué, Egelsbach 2001.
- Rimini. Ein Auskunftsbuch. IPa, Vaihingen 2002.
- Geisterstadt. Roman. Hartmann, Biel 2002.
- Route 66. Eine Reise durch das Leben. Mauer, Rottenburg am Neckar 2003.
- Lange hab ich Dich nicht gesehn. Fast eine Biographie. Briefe 1964–2002. IPa, Vaihingen 2004.
- Gruß aus der Hollywoodschaukel. Ein Lesebuch. 1974–2004. IPa, Vaihingen 2005.
- Murphys Gesetz. Prosa 1986 bis 2005. IPa, Vaihingen 2006.
- Sierra Madre. Prosa 1968 bis 2007. IPa, Vaihingen 2007.
- Rio Grande. Roman. Weimarer Schiller-Presse, Frankfurt am Main 2009.
- Bisons im Winter. Ein Reisejournal. Novum, Neckenmarkt 2011
- Nightcap Motel. Romanfragmente, vermischte Prosa, autobiografische Aufzeichnungen. Materialien zu Leben und Werk. edition signathur, Dozwil 2022, ISBN 978-3-906273-47-1.[4]